# Базовий допустимий розв'язок
В теорії лінійного програмування, базовий допустимий розв'язок (БДР) це, інтуїтивно, розв'язок з найменшою кількість ненульових змінних. Геометрично, кожен БДР відповідає куту многограника допустимих розв'язків. Якщо існує оптимальний розв'язок, тоді існує оптимальний БДР. Звідси, щоб знайти оптимальний розв'язок, достатньо розглядати лише БДР-и. Цей факт використовує симплекс-метод, який по суті мандрує від якогось БДР до іншого допоки на знайде оптимальний.

## Означення
Щоб визначити БДР, ми спершу представимо лінійну програму в так званій екваційній формі:
максимізувати {\textstyle \mathbf {c^{T}} \cdot \mathbf {x} }
за умов {\displaystyle A\mathbf {x} =\mathbf {b} } і {\displaystyle \mathbf {x} \geq 0}
де:
- {\displaystyle \mathbf {c^{T}} } і {\displaystyle \mathbf {x} } це вектори розміру n (кількість змінних);
- {\displaystyle \mathbf {b} } вектор розміру m (кількість обмежень);
- {\displaystyle A} це m-на-n матриця;
- {\displaystyle \mathbf {x} \geq 0} значить, що всі змінні невід'ємні.

Кожну лінійну програму можна перевести в екваційну форму додаючи люзові змінні (допоміжні змінні).
На підготовчому кроці перевіряємо, що:
- Система {\displaystyle A\mathbf {x} =\mathbf {b} } має щонайменше один розв'язок (інакше вся лінійна програма не має розв'язку і тут нема, що далі робити);
- Всі m рядків матриці {\displaystyle A} лінійно незалежні, тобто, її ранг m (інакше ми видаляємо надлишковий рядок без зміни лінійної програми).

Зазвичай, m < n, тобто система {\displaystyle A\mathbf {x} =\mathbf {b} } має багато розв'язків; кожен такий розв'язок називається допустимим розв'язком лінійної програми.
Нехай B буде підмножиною m індексів з {1,...,n}. Позначимо через {\displaystyle A_{B}} квадратну m-на-m підматрицю з m стовпчиків матриці {\displaystyle A} проіндексовану по B. Якщо {\displaystyle A_{B}} невироджена, стовпчики з індексами з B утворюють базис простору стовпців {\displaystyle A}. У такому разі, ми називаємо B базисом лінійної програми.
З того, що ранг {\displaystyle A} це m, існує щонайменше один базис; 
через те, що {\displaystyle A} має n стовпчиків, вона має не більше ніж {\displaystyle {\binom {n}{m}}} базисів.
Маючи базис B, ми кажемо, що допустимий розв'язок {\displaystyle \mathbf {x} } це базовий розв'язок з базисом B якщо всі ненульові змінні мають індекси з B, тобто, для всіх {\displaystyle j\not \in B:~~x_{j}=0}.

## Властивості
1. БДР визначається винятково обмеженнями лінійної програми (матрицею {\displaystyle A} і вектором {\displaystyle \mathbf {b} }); він не залежить від цільової функції.
2. За означенням, БДР має не більше ніж m ненульових змінних і щонайменше n-m нульових змінних. БДР може мати менше ніж m ненульових змінних; в такому випадку, він може мати декілька різних базисів, які всі містять індекси його ненульових змінних.
3. Допустимий розв'язок {\displaystyle \mathbf {x} } це базис тоді і тільки тоді, коли всі стовпчики матриці {\displaystyle A_{K}} лінійно незалежні, де K це множина індексів ненульових елементів {\displaystyle \mathbf {x} }.
4. БДР унікально визначений базисом B: для кожного базису B з m індексів, існує не більше одного БДР {\displaystyle \mathbf {x_{B}} } з базисом B. Це через те, що {\displaystyle \mathbf {x_{B}} } мусить задовольняти обмеженню {\displaystyle A_{B}\mathbf {x_{B}} =b} і, за означенням базису матриці, матриця {\displaystyle A_{B}} невироджена, тому це обмеження має єдиний розв'язок. Стверджувати зворотнє не можна: кожен БДР може бути в декількох базисах.
Якщо єдиний розв'язок {\displaystyle A_{B}\mathbf {x_{B}} =b} задовольняє обмеженню невід'ємності, тоді базис називається допустимий базис.
5. Якщо лінійна програма має оптимальний розв'язок (тобто, має допустимий розв'язок і множина допустимих розв'язків обмжена), тоді вона має оптимальний БДР.
Через те, що число БДР-ів скінченне і обмежене {\displaystyle {\binom {n}{m}}}, оптимальний розв'язок можна знайти за скінченний час просто обчисливши цільову функцію в усіх {\displaystyle {\binom {n}{m}}} ДБР-ів. Це не найефективніший спосіб розв'язання лінійної програми; симплекс-метод досліджує ДБР-и набагато ефективніше.